# Eichholz (Schalksmühle)
Eichholz ist eine Ortslage innerhalb des Ortsteils Heedfeld in der Gemeinde Schalksmühle im Märkischen Kreis im Regierungsbezirk Arnsberg in Nordrhein-Westfalen (Deutschland).

## Lage und Beschreibung
Der Wohnplatz ist heute vollständig in Heedfeld aufgegangen, war aber bis Mitte des 20. Jahrhunderts von Heedfeld getrennt und als eigenständige Siedlung wahrnehmbar. Die Ursprungssiedlung befand sich im Bereich zwischen der Sterbecker Straße und Amphoper Straße.
Weitere Nachbarorte auf dem Schalksmühler Gemeindegebiet sind Amphop, Kuhlenkeppig, Worth, Wersbecke, Schnarüm, Gelstern, Häuschen, Altenhülscheid, Brinkerhof, Schmermbecke, Dornbusch, Hülscheid und die Wüstung Hilmecke, sowie Eggenscheid, Römerweg, Hülscheiderbaum und Dönne auf Lüdenscheider Stadtgebiet.

## Geschichte
Eichholz entstand erst in der zweiten Hälfte des 19. Jahrhunderts und war Teil der Gemeinde Hülscheid im Amt Lüdenscheid  im Kreis Altena. Ab der Preußischen Neuaufnahme von 1892 ist der Ort auf Messtischblättern der TK25 als Eichholz verzeichnet.
Das Gemeindelexikon für die Provinz Westfalen gibt 1885 für Eichholz eine Zahl von sechs Einwohnern an, die in einem Wohnhaus lebten. 1895 besitzt der Ort ein Wohnhaus mit drei Einwohnern, 1905 werden ein Wohnhaus und neunEinwohner angegeben.
1969 wurden die Gemeinden Hülscheid und Schalksmühle zur amtsfreien Großgemeinde (Einheitsgemeinde) Schalksmühle im Kreis Altena zusammengeschlossen und Eichholz gehört seitdem politisch zu Schalksmühle, das 1975 auf Grund des Sauerland/Paderborn-Gesetzes Teil des neu geschaffenen Märkischen Kreises wurde.
Der Ort verlor seine Eigenständigkeit mit der Ausdehnung der Heedfelder Wohngebiete seit Mitte des 20. Jahrhunderts und ist heute vollkommen im umfangreichen Ortsbereich von Heedfeld aufgegangen.